# Dictionnaire des philosophes français du XVIIe siècle
Il Dictionnaire des philosophes français du XVIIe siècle (sottotitolato: Acteurs et réseaux du savoir) è un dizionario degli attori del sapere filosofico in Francia tra il 1601 e il 1700, realizzato sotto la direzione di Luc Foisneau, con la collaborazione di Elisabeth Dutartre-Michaut e di Christian Bachelier. Questo dizionario è una versione accresciuta e aggiornata del Dictionary of Seventeenth-Century French Philosophers. 

## Specificità dell'opera
Il Dictionnaire des philosophes français du XVIIe siècle presenta, in ordine alfabetico, le vite e le opere di 690 autori che hanno scritto almeno un testo, pubblicato o inedito, in Francia tra il 1601 e il 1700. L'ampia accezione della parola «filosofo» nel XVII secolo fa di questo dizionario un'autentica enciclopedia del sapere barocco e classico, comprendente la logica, la metafisica, ma anche la letteratura (inclusa la poesia didascalica), il diritto, la storia, la filosofia delle arti, la fisica e le scienze occulte (alchimia, astrologia, cabala). Il metodo adottato permette di mostrare che le opere e gli autori in apparenza minori possono rivelare relazioni insospettate tra correnti di pensiero, approcci scientifici e appartenenze religiose e politiche. 
La versione inglese, apparsa a Londra e New York nel dicembre 2008, s'inscriveva in un progetto intellettuale di largo respiro volto ad applicare all'Europa intera e agli Stati Uniti, dal XVII al XX secolo, un nuovo approccio al pensiero filosofico, attraverso lo studio degli autori ritenuti minori (minores). Lo stesso approccio si ritrova nella versione francese, seppur con un notevole ampliamento del campo di ricerca, poiché questa versione comprende ulteriori 108 voci, così come, dopo la prefazione (Luc Foisneau), 8 introduzioni tematiche che propongono altrettanti percorsi possibili all'interno dell'opera: «Les cartésiens français» («I cartesiani francesi», Emmanuel Faye); «Philosophies et théologies scolastiques» («Filosofie e teologie scolastiche», Jacob Schmutz); «“Libertins” et esprits forts» («“Libertini” e spiriti forti», Isabelle Moreau); «La pensée clandestine» («Il pensiero clandestino», Gianni Paganini); «Les sciences» («Le scienze», Philippe Hamou); «Théorie des arts» («Teoria delle arti», Carole Talon-Hugon); «Controverses religieuses et naissance de la République des lettres» («Controversie religiose e nascita della Repubblica delle lettere», Antony McKenna); «Lieux, sociabilités et pratiques philosophiques» («Luoghi, sociabilità e pratiche filosofiche», Stéphane Van Damme). Inoltre, mentre la versione inglese non disponeva che d'un indice dei nomi proprî (persone e luoghi), la versione francese propone un indice storico e ragionato di più di 300 pagine, contenente delle brevi annotazioni su tutte le persone citate nelle voci principali. Le bibliografie, che accompagnano ciascuna delle voci, non pretendono all'esaustività: esse costituiscono una scelta ragionata tesa a indirizzare il lettore verso le opere che potranno aiutarlo nella sua ricerca.
Il sottotitolo della versione francese del Dictionnaire, «acteurs et réseaux du savoir» («attori e circoli del sapere»), indica che l'opera è destinata a tutti gli specialisti del XVII secolo, qualunque sia la loro specialità.

## Alcuni collaboratori delDictionnaire
Il Dictionnaire è stato redatto da 167 redattori di 9 nazionalità (francesi, tedeschi, americani, britannici, canadesi, olandesi, italiani, svizzeri e cechi). Hanno, fra gli altri, collaborato al Dictionnaire: Séverine Auffret, Laurent Avezou, Ann Blair, Olivier Bloch, Laurent Bove, Jean-Charles Darmon, Philippe Desan, Emmanuel Faye, Jean-Pierre Faye, Luc Foisneau, Catherine Goldstein, Thierry Gontier, Philippe Hamou, Thierry Hoquet, Jacques Le Brun, Franck Lessay, Jacqueline Lichtenstein, Antony McKenna, Noel Malcolm, Jean-Marc Mandosio, Rémi Mathis, Isabelle Moreau, Steven Nadler, Gianni Paganini, Martine Pécharman, Lawrence Principe, Andrew Pyle, Tad Schmalz, Jacob Schmutz, Jean-Fabien Spitz, Carole Talon-Hugon, Michel Terestchenko, Stéphane Van Damme, Philippe Vendrix, Eliane Viennot, Jean-Claude Vuillemin.